# المركز الإسلامي الثقافي في جنوب هولندا
المركز الإسلامي الثقافي في جنوب هولندا، (بالإنجليزية: Islamic Cultural Center in South Holland)‏، هو مركز إسلامي ثقافي، يقع في المدينة الهولندية تلبرغ في الجزء الجنوبي من مقاطعة شمال برابنت. يخدم الإقليات المسلمة في هولندا، ويقدم العديد من الأنشطة والخدمات، ويمارس والدعوة والإرشاد وتدريس العلوم الشرعية.

## أنشطة وخدمات
للمركز الإسلامي الثقافي في -تلبرغ- جنوب هولندا عدة أنشطة وخدمات منها:
1. ندوات ولقاءات على مستوى الجامعات والمعاهد والمراكز الإسلامية.
2. المعهد الشرعي في جامعة روتردام وفيه يتم تدريس العلوم الشرعية من فقه وحديث وعقيدة.
3. إعداد مواقيت الصلاة وإعلانها وتوزيعها وتوزيع المصحف الشريف.
4. دروس دينية يومية وإسبوعية ورمضانية.
5. عقود الزواج والطلاق وإشهار الإسلام.
6. الإشراف على الأحوال الشخصية للمسلمين وكذلك المقبرة الإسلامية.
7. مدرسة تعليم اللغة العربية.
8. مكتبة إسلامية متنوعة.
9. دروس للتعريف بالإسلام.